# Fajoem (gouvernement)
Fajoem (Fayoem, Fayum) is een gouvernement in Egypte met oppervlakte van 1270 km² en een inwoneraantal van 2.512.792 (volkstelling 2006). Het gouvernement omvat de Fajoem-depressie of Fajoem-oase, waarnaar het vernoemd is. De hoofdstad is de stad El-Fajoem, dat op ongeveer 90 km ten zuidwesten van Caïro ligt.

## De naam
De naam 'Fajoem' is afgeleid van het Koptische woord Phiom, dat 'de zee' betekent. In de Fajoem ligt namelijk een meer. In de Griekse tijd werd het 'Moeris-meer' genoemd. Deze naam was afgeleid van het Oudegyptische woord Mer wer, dat 'grote Water' betekent. Tegenwoordig wordt het 'Birket Karoen' genoemd. Het meer, dat nu ongeveer 40 meter onder de zeespiegel ligt, is veel kleiner dan vroeger en is zout geworden. De Fajoem wordt gevoed door de Bahr Yusuf (rivier van Jozef), een gekanaliseerde zijtak van de Nijl. Hierdoor is de Fajoem, hoewel vaak zo genoemd, geen oase.

## Historie
Het gebied heeft een lange historie.

### Prehistorie
In het Midden-Tertair leefde in het gebied van Fajoem de Moeritherium. De zoogdieren zijn vernoemd naar Moeris-meer.
Rond 9000 tot 6000 v. Chr. kwamen er mensen wonen vanwege de droogte in Prehistorisch Egypte. Vanaf 6000 v. Chr. zijn er sporen gevonden van Nederzettingen, de Fajoemcultuur. De doden werden begraven in de kleine nederzettingen.

### Egyptische oudheid

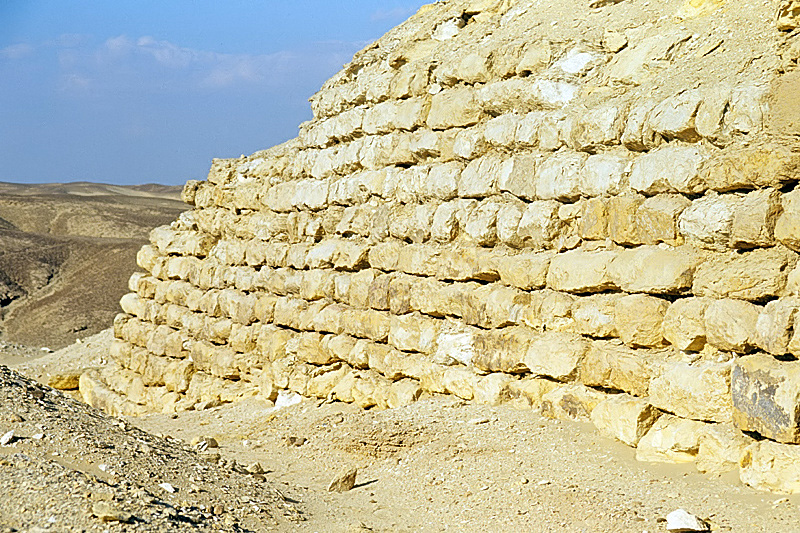
De piramide in Seila

Koning Senoeseret II liet een dijk bouwen in de Fayoem en groef een aantal kanalen. Dit maakte de irrigatie in de Fajoem stabieler, zodat het minder overstroomde. Amenemhat III bouwde in de Fajoem een tempel gewijd aan de god Sobek. Koningin Neferoesobek had een sterke band met dit gebied.  Het vermoeden is er dat koning Horemheb oorspronkelijk uit de Fajoem kwam. Maathorneferure, een vrouw van Ramses II zou in een van de paleizen in de Fajoem hebben gewoond. Koning Darius I  schonk de volkeren in zijn rijk religieuze vrijheid. Zijn naam is teruggevonden in het gebied. 

### Romeinse tijd
Het vruchtbare land van de Fajoem was lange tijd de graanschuur van de Romeinen. Dat veranderde na de vulkaanuitbarsting van 266, waarbij de hemel werd verduisterd door vulkaanas. Er trad een klimaatverandering op waarbij het waterpeil in de Nijl drastisch daalde en het land verdroogde. De vruchtbaarheid van het land verminderde en de bevolking trok weg.

### Arabische tijd
Saadia Gaon werd in 882 in de Fajoem geboren. Hij was een belangrijk Joods filosoof en een Rabbijn. 

### Moderne tijd
In 1884 verwierf Reinier van Oostenrijk een te Fajoem gevonden handschriftenverzameling, de Papyrus Erzherzog Rainer, die hij aan de Hofbibliotheek schonk.

## Plaatsen in de Fajoem

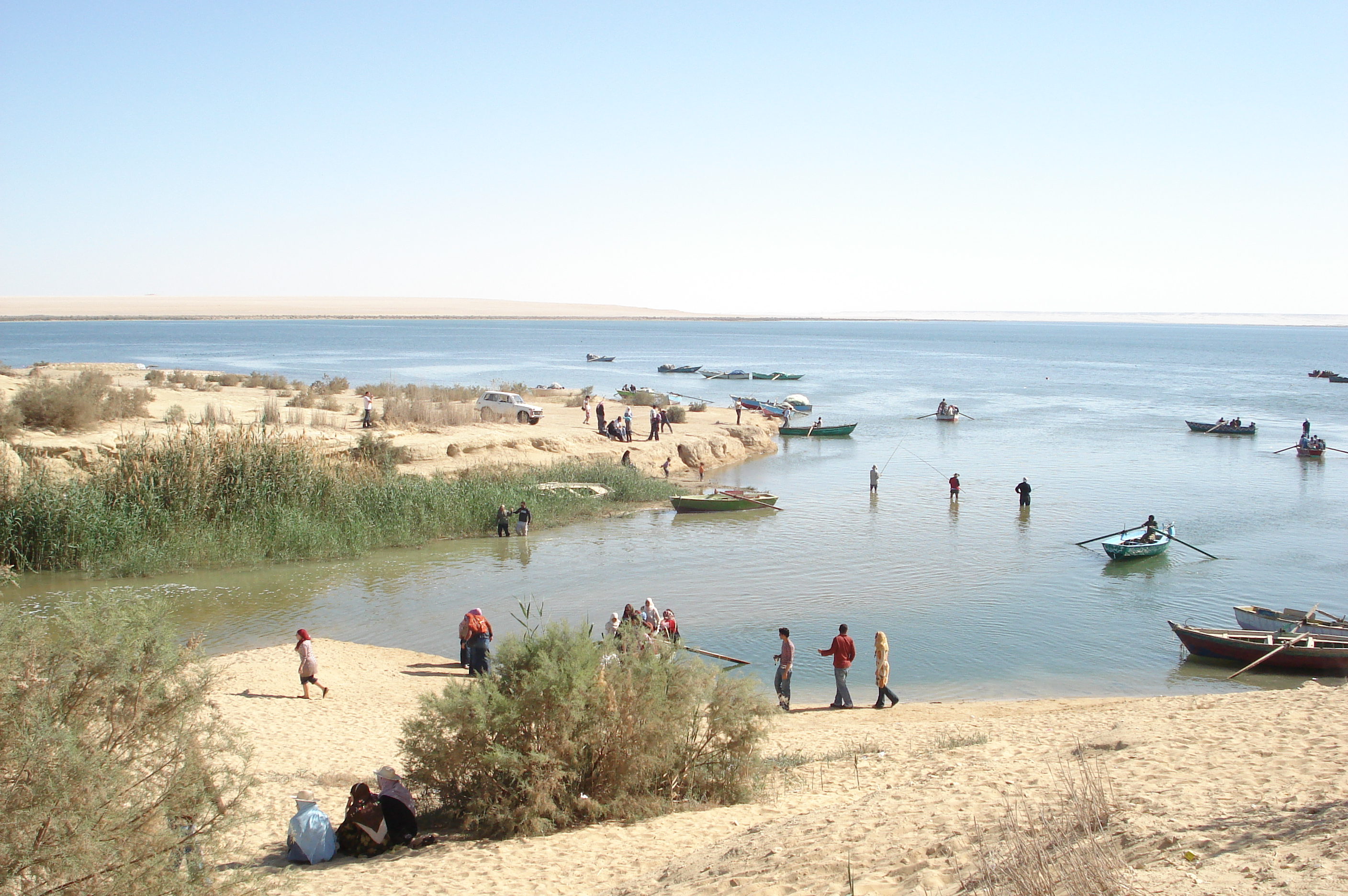
Een kijk op het meer van de Fajoem

- Hoofdplaats: El-Fajoem (de naam was: Medinet el-Fajoem). In de Griekse tijd werd de plaats Crocodilopolis (Grieks: Κροκοδείλων πόλις) genoemd. Hier werd de krokodilgod Sobek vereerd. In de periode van de Ptolemaeën werd de plaatsnaam Ptolemais Euergetis en Arsinoë genoemd (Grieks: Ἀρσινόη, naar Arsinoë II zuster en vrouw van Ptolemaeus II Philadelphus). De Bahr Joesoef loopt door de plaats en drijft waterraderen aan.
- Batn Ihrit, de plek van de Grieks-Romeinse stad Theadelphia.
- Dimai, de Grieks-Romeinse stad Soknopaiou Nesos. In Soknopaiou Neso stond een tempel voor Serapis-Osoromnevis, een combinatie van Osiris met Apis en Mnevis.
- El-Lahun, Piramide van Senoeseret II
- Hawara, Piramide van Amenemhat III.
- Kom Aushim, de Grieks-Romeinse stad Karanis
- Kom Medinet Ghurab, twee tempels gebouwd in de 18e dynastie van Egypte in opdracht van Thoetmoses III
- Medinet Madi, archeologisch terrein van de plaats Narmoethis.
- Qasr es-Saghah, een klein onvoltooide tempel gemaakt in het Middenrijk
- Qasr Qarun, de Grieks-Romeinse stad Dionysias
- Seila - Kleine piramide uit de 3e dynastie van Egypte
- Tell Umm el-Breigat, ook beter bekend als Thebtunis.

## Fajoem-portretten

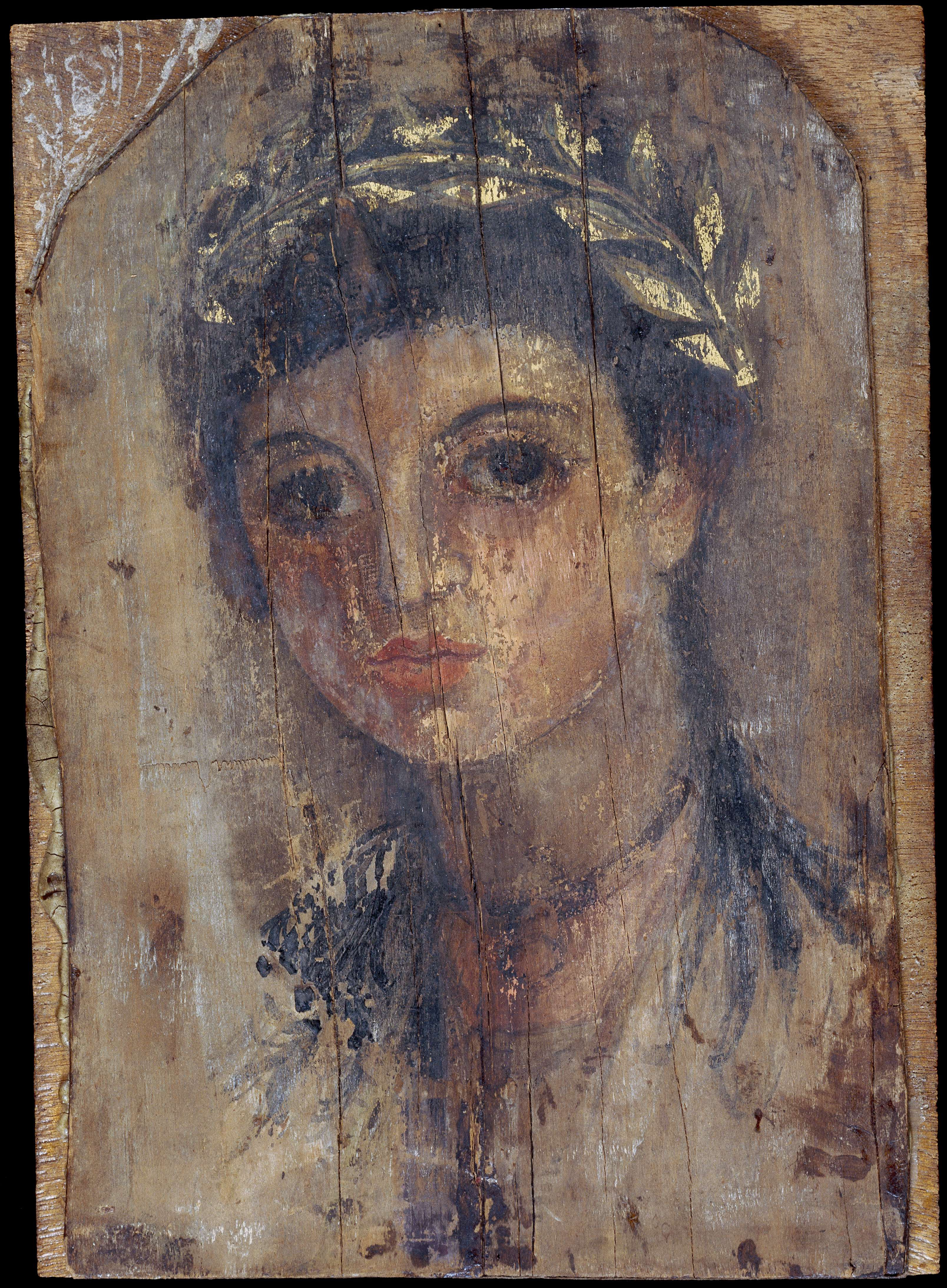
Portret uit Fajoem.

In de Romeinse periode werden hier de beroemde Fajoemportretten of mummieportretten gemaakt. De oudste iconen gemaakt in het Katherinaklooster zouden zijn geïnspireerd door de portretten. 

## Bron
- Richard H. Wilkinson, The Cimplete Tempels of Ancient Egypt

Ad Daqahliyah · Al Buhayrah · Alexandrië · Al Gharbiyah · Al Minufiyah · Al Qalyubiyah · Ash Sharqiyah · Assioet · Aswan · Beni Suef · Caïro · Damietta · Fajoem · Gizeh · Ismaïlia · Kafr el Sheikh· Luxor · Matruh  · Minya · Nieuwe Vallei · Noord-Sinaï · Port Said · Qina · Rode Zee · Suez · Suhaj  · Zuid-Sinaï